# ياركند
ياركند (بالصينية:莎车县 بالأويغورية:يەكەن ناھى يى سى) مقاطعة في شينجيانغ اويغور الصينية ذاتية الحكم وتقع في حافة الجنوبية من صحراء تكلماكان في حوض تاريم وهي واحدة من 11 ولاية تدار تحت ولاية كاشغر
أغلبية السكان من الاويغور المسلمين ويتم زراعة الكثير من المحاصيل مثل القطن والقمح والذرة والفواكه (خصوصا الرمان والكمثرى والمشمش)

## المناخ
يظهر الجدول التالي التغييرات المناخية على مدار السنة لياركند:
| البيانات المناخية لـياركند                  | البيانات المناخية لـياركند | البيانات المناخية لـياركند | البيانات المناخية لـياركند | البيانات المناخية لـياركند | البيانات المناخية لـياركند | البيانات المناخية لـياركند | البيانات المناخية لـياركند | البيانات المناخية لـياركند | البيانات المناخية لـياركند | البيانات المناخية لـياركند | البيانات المناخية لـياركند | البيانات المناخية لـياركند | البيانات المناخية لـياركند |
| الشهر                                       | يناير                      | فبراير                     | مارس                       | أبريل                      | مايو                       | يونيو                      | يوليو                      | أغسطس                      | سبتمبر                     | أكتوبر                     | نوفمبر                     | ديسمبر                     | المعدل السنوي              |
| ------------------------------------------- | -------------------------- | -------------------------- | -------------------------- | -------------------------- | -------------------------- | -------------------------- | -------------------------- | -------------------------- | -------------------------- | -------------------------- | -------------------------- | -------------------------- | -------------------------- |
| متوسط درجة الحرارة الكبرى °م (°ف)           | 0.6 (33.1)                 | 5.7 (42.3)                 | 14.2 (57.6)                | 23.0 (73.4)                | 27.3 (81.1)                | 31.2 (88.2)                | 32.7 (90.9)                | 30.9 (87.6)                | 26.7 (80.1)                | 20.0 (68.0)                | 10.8 (51.4)                | 1.9 (35.4)                 | 18.8 (65.8)                |
| متوسط درجة الحرارة الصغرى °م (°ف)           | −10.8 (12.6)               | −5.9 (21.4)                | 1.6 (34.9)                 | 8.7 (47.7)                 | 13.0 (55.4)                | 16.5 (61.7)                | 18.6 (65.5)                | 16.8 (62.2)                | 11.5 (52.7)                | 4.2 (39.6)                 | −2.4 (27.7)                | −8.1 (17.4)                | 5.3 (41.6)                 |
| الهطول مم (إنش)                             | 1.1 (0.04)                 | 1.8 (0.07)                 | 3.6 (0.14)                 | 4.3 (0.17)                 | 8.1 (0.32)                 | 9.6 (0.38)                 | 6.7 (0.26)                 | 9.5 (0.37)                 | 3.9 (0.15)                 | 2.3 (0.09)                 | 1.4 (0.06)                 | .9 (0.04)                  | 53.2 (2.09)                |
| متوسط أيام هطول الأمطار (≥ 0.1 mm)          | 1.7                        | 1.6                        | 1.2                        | 1.1                        | 2.4                        | 3.2                        | 3.5                        | 3.2                        | 1.5                        | .9                         | .3                         | 1.5                        | 22.1                       |
| متوسط الرطوبة النسبية (%)                   | 66                         | 57                         | 48                         | 40                         | 44                         | 43                         | 49                         | 58                         | 60                         | 59                         | 63                         | 72                         | 55                         |
| ساعات سطوع الشمس الشهرية                    | 181.6                      | 182.8                      | 205.0                      | 231.4                      | 262.9                      | 303.6                      | 296.6                      | 268.2                      | 257.7                      | 261.4                      | 222.8                      | 186.3                      | 2٬860٫3                    |
| نسبة وصول أشعة الشمس                        | 60                         | 61                         | 56                         | 59                         | 60                         | 69                         | 66                         | 64                         | 69                         | 75                         | 74                         | 63                         | 65                         |
| المصدر: China Meteorological Administration |                            |                            |                            |                            |                            |                            |                            |                            |                            |                            |                            |                            |                            |